# Sengelsberg (Niedenstein)
Der Sengelsberg im Habichtswälder Bergland ist ein 449 m ü. NHN hoher Berg der Hinterhabichtswälder Kuppen bei Niedenstein im nordhessischen Schwalm-Eder-Kreis.

## Geographie

### Lage
Der Sengelsberg erhebt sich im Südteil der Hinterhabichtswälder Kuppen an der Nahtstelle zu den östlich gelegenen Langenbergen. Der Gipfel des im Naturpark Habichtswald befindlichen Berges liegt 1,1 km nordöstlich der im Ortskern der Niedensteiner Kernstadt stehenden Kirche und etwa 1 km nördlich vom Gipfel des Niedensteiner Kopfs.
Auf dem Berg liegt das 22 Hektar große Flächennaturdenkmal (FND) Bergkuppe mit Wald Sengelsberg. Westlich vorbei fließt der Ems-Zufluss Wiehoff. Über die Nordostflanke des Berges verläuft die Extratour H5 des Habichtswaldsteigs.

### Naturräumliche Zuordnung
Der Sengelsberg gehört in der naturräumlichen Haupteinheitengruppe Westhessisches Berg- und Senkenland (Nr. 34) und in der Haupteinheit Habichtswälder Bergland (342) zur Untereinheit Hinterhabichtswälder Kuppen (342.2).

## Geschichte
Geschichtlich fand der Berg im Jahre 1435 Erwähnung, als der hessische Landgraf Ludwig I. dem Ritter Hermann Hund aus dem nahen Kirchberg Höfe in Niedenstein, die Wüstung Schwosbach, Höfe in Wichdorf, Emserberg, Hausen und den Sengelsberg mit Zubehör als Burg- und Mannlehen verlieh, wie sie zuvor Simon von Homberg innegehabt hatte.